# Quintela de Leirado
Quintela de Leirado település Spanyolországban, Ourense tartományban. Quintela de Leirado Padrenda, Pontedeva, Gomesende, Ramirás, Celanova, Verea és Melgaço községekkel határos. Lakosainak száma 594 fő (2024).

## Népesség
A település népessége az elmúlt években az alábbi módon változott:
| Lakosok száma | 929  | 831  | 801  | 754  | 716  | 651  | 615  | 619  | 626  | 594  |
|               | 2001 | 2004 | 2007 | 2009 | 2012 | 2014 | 2017 | 2019 | 2022 | 2024 |